# Alagnon
De Alagnon is een Franse rivier. 
Haar bron bevindt zich in de bergen van de Cantal op een hoogte van 1.282 meter, nabij die van de Cère. Maar de Alagnon stroomt in tegengestelde richting, naar het noordoosten, en ze is zo de enige rivier die ontspringt in de Cantal die tot het stroomgebied van de Loire behoort. De rivier stroomt achtereenvolgens door de departementen Cantal, Haute-Loire en Puy-de-Dôme. Na 84 km mondt de Alagnon bij Saut du Loup uit in de Allier en dit op een hoogte van 390 meter. De Alagnon stroomt door de kloven van Laveissière en Chambezon.
- Virtual International Authority File: 240073806